# Герб комуни Осторп
Герб комуни Осторп (швед. Åstorp kommunvapen) — символ шведської адміністративно-територіальної одиниці місцевого самоврядування комуни Осторп. 

## Історія
Герб торговельного містечка (чепінга) Осторп було розроблено і прийнято 1957 року. Після адміністративно-територіальної реформи, проведеної в Швеції на початку 1970-х років, муніципальні герби стали використовуватися лишень комунами. Тому з 1971 року цей герб представляє комуну Осторп, а не місто. Зареєстрований 1997 року.

## Опис (блазон)
Щит розтятий. У правому срібному полі спинається чорний ведмідь із золотим язиком і пазурами, у лівому чорному — дві срібні шестерні, одна над одною.

## Зміст
Вважалося, що ведмідь походить із печатки XVII ст. (хоча пізніші дослідження це не підтвердили). Дві шестерні символізують індустріальний розвиток регіону.